# 硫化亚铬
硫化亚铬是一种无机化合物，化学式为CrS。

## 化学性质
硫化亚铬在空气中加热容易被氧化，产生非整比的氧硫化铬、氧化铬(III)等物質。